# Hiperconjunto
Em ZFC sem o axioma da regularidade, a possibilidade de infundados conjuntos surgem. Estes conjuntos, se existem, são também chamados hiperconjuntos. Claramente, se A ∈ A, então A é um hiperconjunto.
Em 1988, Peter Aczel publicou um trabalho influente, Non-Well-Founded Sets (Conjuntos Não-Bem-Fundados). A teoria dos hiperconjuntos tem sido aplicada à ciência computacional (processamento algébrico e semântica limite), linguística (teoria da situação), e filosofia (trabalho sobre o paradoxo de Liar).

## Tipos
Três distinctos anti-fundamentos axiomáticos são bem conhecidos:
1. AFA ("Axioma do Anti-Fundamento") — atribuído a M. Forti e F. Honsell, e também conhecido como axioma anti-fundação de Aczel;
2. FAFA ("AFA de Finsler") — atribuído a P. Finsler;
3. SAFA ("AFA de Scott") — atribuído a Dana Scott.

O primeiro destes, i.e. AFA, é baseado em gráficos de pontos acessíveis(apg) e afirma que dois conjuntos são iguais se e apenas se podem ser representados (figurados) pelo mesmo apg. Dentro deste dominio (framework), pode ser demonstrado que o chamado átomo de Quine, formalmente definido por Q={Q}, existe e é único.
Vale a pena enfatizar que a teoria dos hiperconjuntos é uma extensão da teoria clássica mais do que uma inovação: Os bem-fundandos conjuntos dentro de um domínio no qual os hiperconjuntos também existem conforman-se à teoria clássica dos conjuntos.